# 小松崎弘子
小松崎 弘子（こまつざき ひろこ、1981年3月2日 - ）は、茨城県出身の日本の柔道家。78kg超級の選手。身長164cm。得意技は背負投。

## 経歴
柔道は6歳の時に始めた。土浦第四中学3年の時には全国中学校柔道大会の56kg超級で3位になった。千葉県の市立柏高校に進むと菊川慶一の指導の下でさらに力を付けて、2年の時には金鷲旗で3位、インターハイ団体戦では2位となった。全国高校選手権78kg超級では優勝を飾った。3年の時には金鷲旗で2位だったものの、インターハイの団体戦ではチームの初優勝に貢献した。全日本ジュニアでは2位となった。拓殖大学へ進むと、1年の時には全日本ジュニアの決勝で土浦日大高校3年の塚田真希に敗れて2位だった。正力杯でも2位にとどまった。2年の全日本ジュニアでも決勝で塚田に敗れて3年連続2位に終わった。しかし、アジアジュニアでは中国の佟文を破って優勝を飾った。世界学生の無差別でも優勝を果たした。一方、正力杯ではこの年から3年連続3位にとどまった。3年の時には全国女子体重別で決勝まで進むが、誠道館船山塾の二宮美穂に敗れた。4年の時には全国女子体重別で3位だった。世界学生の無差別では3位にとどまり、2連覇はならなかった。2003年に自衛隊体育学校に入校すると、実業個人選手権で優勝したが、講道館杯では3位だった。2004年の実業個人選手権では決勝でミキハウスの薪谷翠に敗れた。2005年には選抜体重別で3位だったが、実業個人選手権では2年ぶり2度目の優勝を飾った。

## 主な戦績
- 1995年 -　全国中学校柔道大会 3位(56kg超級)
- 1997年 -　金鷲旗　3位
- 1997年 -　インターハイ　団体戦　2位
- 1998年 -　全国高校選手権　優勝
- 1998年 -　フランスジュニア国際　3位
- 1998年 -　金鷲旗　2位
- 1998年 -　インターハイ　団体戦　優勝
- 1998年 -　全日本ジュニア　2位
- 1999年 -　ドイツジュニア国際　2位
- 1999年 -　正力杯　2位
- 1999年 -　全日本ジュニア　2位
- 1999年 - アメリカ国際　78kg超級　2位　無差別　3位
- 1999年 - カナダ国際　優勝
- 2000年 -　全日本ジュニア　2位
- 2000年 -　正力杯　3位
- 2000年 -　アジアジュニア　優勝
- 2000年 - 韓国国際　3位
- 2000年 -　世界学生　無差別　優勝
- 2001年 -　正力杯　3位
- 2001年 -　全国女子体重別　2位
- 2002年 -　学生体重別　3位
- 2002年 -　全国女子体重別　3位
- 2002年 -　世界学生　無差別　3位
- 2003年 -　実業個人選手権　優勝
- 2003年 -　講道館杯　3位
- 2003年 -　韓国国際　3位
- 2004年 -　実業個人選手権　2位
- 2005年 -　選抜体重別　3位
- 2005年 -　環太平洋柔道選手権大会　優勝
- 2005年 -　実業個人選手権　優勝
- 2007年 -　実業個人選手権　3位

(出典、JudoInside.com)。